# Deutsch-eswatinische Beziehungen
Deutschland unterhält in der eswatinischen Hauptstadt Mbabane ein Verbindungsbüro von der Deutschen Botschaft Pretoria im benachbarten Südafrika und steht mit Eswatini (bis 2018 Swasiland) zu entwicklungspolitischen Fragen und zum Thema Menschenrechte im Dialog. Eswatini ist mit einem Konsulat in Berlin und in Düsseldorf vertreten.

## Wirtschaftliche Beziehungen
Den wirtschaftlichen Beziehungen zwischen den beiden Staaten wird kaum Bedeutung beigemessen.
König Mswati III. bestellte 1986 acht Mercedes-Limousinen mit vergoldeten Nummernschildern für seinen persönlichen Fuhrpark, die per Luftfracht aus Deutschland eingeflogen wurden.

## Entwicklungshilfe
Bisher leistete Deutschland Entwicklungshilfe in den Bereichen Landwirtschaft, Stromerzeugung und -verteilung, bei der Sanierung des Industrieparks Matsapha nahe Manzini, im ländlichen Gesundheitswesen sowie bei gewerblich-technischen Ausbildungen. Es stellte Swasiland von 1968 bis 2000 insgesamt 112,5 Millionen Euro als Entwicklungshilfe zur Verfügung. Davon entfielen 59,8 Millionen Euro auf die finanzielle Zusammenarbeit und 32,2 Millionen Euro auf die technische Zusammenarbeit. 9,7 Millionen Euro gingen an Kirchen, Stiftungen und private Träger. 3,1 Millionen Euro wurden für Stipendien und 7,7 Millionen Euro unter anderem für die Nahrungsmittelhilfe verwendet.
Die direkte Unterstützung wurde anschließend eingestellt, weil Swasiland nach den Zahlen der Weltbank als ein „lower middle income country“ eingestuft worden war. Allerdings kommen dem Land weiterhin finanzielle Mittel aus Deutschland über die Europäische Union und den Europäischen Entwicklungsfonds zugute. Außerdem werden einzelne Projekte von der Deutschen Botschaft finanziert. So wurden beispielsweise 2012 insgesamt 80.000 Euro in den Ausbau von Unterrichtsräumen der Fonteyn High School und der Mphetseni Primary School investiert sowie ein Frauenhandarbeitsprojekt in Nthutwakazi gefördert, das den beteiligten Frauen den eigenständigen Verkauf ihrer Produkte ermöglicht.
2013 wurde die Anschaffung von Wassertanks, Wasserleitungen und ein Zaun für das Nkomazi Community Garden Project im Nkomazi-River-Becken mit 9.300 Euro finanziert.
2014 förderte die deutsche Botschaft drei Projekte mit insgesamt etwa 360.000 Emalangeni: Für den Bau eines Verwaltungsgebäudes des Manzini Athletics Club in Manzini wurden 143.434 Emalangeni ausgegeben und die Organisation Bambani Bomake Orphanaid Project in Siteki erhielt 120.024,31 Emalangeni für die Anschaffung von Material zur Herstellung von Seife und die Weiterführung ihres Programms für Aids-kranke sowie behinderte Menschen. Für die ACM Primary School in Ntunja wurden 95.376 Emalangeni zur Errichtung eines Zaunes um das Schulgelände ausgegeben.

## Diplomatischer Austausch
Der König von Eswatini Mswati III. stattete mehreren deutschen Bundesländern im April 2000 einen offiziellen Besuch ab, um deutsche Investitionen für sein Land zu gewinnen. Im November 2006 besuchte eine Delegation aus Swasiland unter Leitung des damaligen Premierministers Absalom Themba Dlamini die Bundesrepublik Deutschland. Im Frühjahr 2007 reiste Mswati III. privat nach Deutschland.
Die ehemalige Justizministerin Herta Däubler-Gmelin weilte im September 2013 besuchsweise in Swasiland. Der damalige Beauftragte der Bundesregierung für Menschenrechtspolitik und Humanitäre Hilfe Christoph Strässer (SPD) besuchte das Land im November 2014, um sich über die innenpolitische Lage zu informieren.